# Conflicte armat birmà
Es coneix amb el nom de conflicte armat birmà o conflicte armat de Myanmar la guerra permanent que té lloc a Mianmar contra el seu règim militar d'ençà l'adquisició de la independència d'aquest país el 1948. Els governs centrals successius han mirat de combatre nombroses rebel·lions separatistes i comunistes des de llavors. Aquestes es queixen de polítiques de neteja ètnica dutes a terme per a crear un estat únic d'ètnia bamar.
Les primeres insurreccions contra l'Estat birmà les iniciaren el Partit Comunista Birmà i la Unió Nacional Karen (KNU), que lluiten per la independència d'un Estat Keren. Altres rebel·lions ètniques han esclatat cap al principi dels 1960, després que el govern central rebutgés la creació d'un estat federal. No debades, des de l'inici dels anys 1980 les insurreccions d'extrema esquerra han anat desapareixent, sobretot a causa de la caiguda del mur de Berlín a Europa i la dislocació de l'URSS al final de la guerra freda.
Les insurreccions han rebut el suport de certs països estrangers, com per exemple el Regne Unit que ha donat suport a la creació de l'estat keren. La situació, tanmateix, s'ha anat agreujant arran de l'aïllament diplomàtic de Birmània imposat per potències estrangeres. També fraccions religioses (musulmanes i cristianes) han pres la decisió de lluitar contra la junta militar birmana, que governa el país.
El govern birmà tampoc no ha aconseguit mai signar cap acord de pau amb els rebels, remarcant malgrat això, que la majoria de les insurreccions són emmordassades eficaçment. En efecte, l'armada birmana ha estat acusada en més d'una ocasió de violar els drets humans, fent que els afectats la considerin com una força que ocupa il·legalment les regions ètniques.
El conflicte ha tingut lloc principalment entre el període del 1962 i 2011 en contra del règim militar, qui governava el país. Amb tot, la guerra ha esdevingut el conflicte de base més intens del món. L'atenció internacional ha estat màxima a causa del sollevament del 1988, on va destacar la militant Aung San Suu Kyi. Malgrat haver estat expulsada del país i haver tingut greus dificultats pel seu posicionament advers cap al govern militar, el partit de la militant Aung San Suu Kyi va aconseguir guanyar les darreres eleccions.

## El conflicte birmà

### La unitat territorial
El conflicte armà birmà és un problema d’unitat territorial a la qual s'hi afegeixen interessos exteriors de caràcter econòmic.
El país és d’una gran riquesa cultural però la majoria bamar no vol interioritzar aquesta realitat. Alimenta el seu nacionalisme d’un component ètnic i per això té el desig d'erradicar les minories i, fet això, implantar un únic país de cultura i llengua bamar. Les minories són reprimides i es revolten contra aquest projecte opressiu que és abans de tot imperial.
Durant les colonitzacions l’Imperi britànic hi promou expressament l’animadversió entre minories i majoria amb l’objectiu de debilitar el poder bamar. D’aquesta manera en treia profit econòmic perquè tenia accés més fàcil als recursos del país que d’una altra manera havia de negociar. Durant el segle XX i en plena independència, les divisions entre majoria i minories no s'han salvat. El nacionalisme bamar no accepta les minories i promou un cop d’estat a l'entrant de la independència. Les minories continuen sent reprimides de forma que la divisió interna es cronofica.
Tot això ha tingut repercussions per a l'establiment d'un règim política per a Birmània. El país és reconegut per l’ONU des del 19 d’abril del 1948. És legalment una república però a la pràctica és un règim totalitari en mans d’una dictadura militar budista.
El règim canvia el nom colonial Birmània per Mianmar l’any 1989. L'etimologia evoca notablement el rerefons del conflicte. Birmània prové de l’apel·latiu per designar la majoria ètnica bamar però anomenar el país de Birmània és ocultar l'existència de la resta de minories i fer de totes aquestes birmans. Birmània és doncs l’associació a una idea d’imperi, de birmanització de les minories. Amb el pretext que “Birmània” va ser imposat pels colons britànics, el règim canvia el nom del país per Mianmar i l’ONU l’adopta. El canvi és més estètic que real perquè oficialment hauria de visibilitzar la resta de minories ètniques. Però, en bamar, Mianmar i Birmània es pronuncien de la mateixa manera, és a dir, parlar de Mianmar o de Birmània és la mateixa cosa.
Administrativament el país es divideix per regions i estats. Hi ha set estats que haurien de correspondre a l’autonomia cedida a les minories nacionals i altres set regions més. A banda, la capital és considerada una unió federada. Des del cop d’estat del 1988 una junta militar governa el país. Mitjançant el Consell d’Estat per la Pau i el Desenvolupament el legislatiu, l'executiu i la justícia són en mans d’un únic govern col·legial elegible. És a dir, no hi ha separació de poders i el consell està format per membres de la junta militar. Les eleccions no són transparents. Birmània posseeix dues cambres legislatives que han quedat suspeses diversos cops i es troben en mans de la junta militar. La primera cambra representa les “nacionalitats” del país i la segona els diputats electes de tot el conjunt territorial.

#### La situació social
El país parla birmà que constitueix la majoria de la població assentada als ecosistemes subtropicals i a les zones industrialitzades. Representa el 68% de la població total. L'altra gran part de la població parla altres llengües provinents de tres branques:
- Llengües tibetobirmanes
- Llengües austroasiàtiques
- Llengües tai-kadai

Totes tres juntes conformen unes cent llengües repartides majoritàriament a les zones ruralitzades. D'entre aquesta gran diversitat es pot destacar el xan (7%), el karens (7%), el rakhine (3,5%), el mon (2%), etc.
Haver d'explicar que el birmà és majoritàriament urbà i la resta de diversitat lingüística rural obliga a parlar de la situació política i social. La dictadura i els governs successius de Mianmar no volen reconèixer la diversitat lingüística del territori i per això s'obliga el 32% a saber parlar birmà. Vora el 82% de la població del país entén o té el birmà com a llengua secundària. El birmà és l'única llengua oficial, l'única que pugui ser ensenyada a les escoles, l'única franca i l'única administrativa.
El birmà és posicionat expressament a les àrees urbanes i administrativament l'estat cerca la centralització amb la idea de fer perllongar en l'imaginari de la població mianmaresa que el birmà és civilitzat, la resta és dialecte rural, patuès i gens legítim de ser valorat. La imposició crea friccions molt importants al país de manera que no hi ha pau social. El reconeixement de certa autonomia per les prop de 134 ètnies del país no és garantia de bon tracte i la imposició del birmà no fa altra cosa que accentuar les diferències entre comunitats malgrat que hi ha una certa hibridació. Resumidament, existeix segregació social.
A banda, els Rohinya, que és una ètnia de religió musulmana situada a l'extrem sud-oest del país, no tenen reconeguda la ciutadania mianmaresa. Concretament, l'estat els considera invasors, estrangers de llarga durada. Dit altrament, el nacionalisme bamar hi practica l'exclusió expressa de les minories nacionals i tracta com a estrangers poblacions instal·lades des del segle xix al país. Alhora no facilita les nacionalitzacions, fent de xinesos i indis població no autòctona.
El 87% del país és de confessió budista, més concretament de la branca theravada. El 6% és de confessió cristiana i el 4% de confessió musulmana. La resta de confessions inclouen l‘animisme o l'hinduisme. La religió musulmana és exclosa del país i tot ciutadà que confessi aquesta religió és objecte de persecució.
Econòmicament el país és pobre. Està poc industrialitzat. La població és majoritàriament jove, fet que indica que els índexs d'esperança de vida no són elevats. La mortalitat i la natalitat hi són doncs altes. La urbanització arriba al 27%. La taxa de creixement demogràfic és de l'1 %. L'alfabetització és del 80%. L'accés a l'aigua potable no és per a tothom. Només el 43% té accés a serveis sanitaris.

### Els recursos birmans
Mantenir les minories sota la pota imperial és primordial per al nacionalisme brama perquè el gran arc muntanyenc està nodrit de recursos naturals i és justament on seuen les minories. L’altiplà urbà on sojornen els brames és practicable per al comerç de l’arròs però l’or, el coure, el petroli o el gas natural, abundants a les zones habitades per les minories, són més fructífers econòmicament. D’aquí l’obsessió a preservar la unitat territorial.
La ciutat més poblada de Birmània és Rangun (altre nom modificat ideològicament). El país està habitat per prop de 50 milions de persones. Proporcionalment a la resta de veïns, Birmània és el segon més habitat. Això li confereix potencial de cara a la indústria i al comerç perquè posseeix mà d’obra abundant i un gran nínxol potencial de consumidors. La població està concentrada principalment prop de Rangun i Mandalai. És a dir, la població se situa majoritàriament a les zones urbanes que corresponen igualment a la majoria brama. Tanmateix, els recursos són a les perifèries, on sojornen la minoria.
Fora de Birmània ningú no s'interessa realment per la repressió que pateixen totes aquestes minories. Els recursos naturals i la situació geogràfica del país expliquen el silenci, sobretot en context de globalització. Després d’implantar les seves multinacionals a la Xina, Occident relocalitza les seves multinacionals al sud-est asiàtic perquè han portat amb les seves activitats al creixement econòmic de la Xina i els sous base del país han augmentat. Ha deixat de ser un país rendible. Birmània i la resta dels països del sud-est asiàtic continuen tenint un sou base encara inferior al sou xinès, bona mà d’obra i recursos. Els interessa doncs implantar-se a Birmània, Tailàndia, Laos o Cambotja. Això vol dir, mantenir l'statu quo, encara que sigui una dictadura.

#### La ruta de l'opi

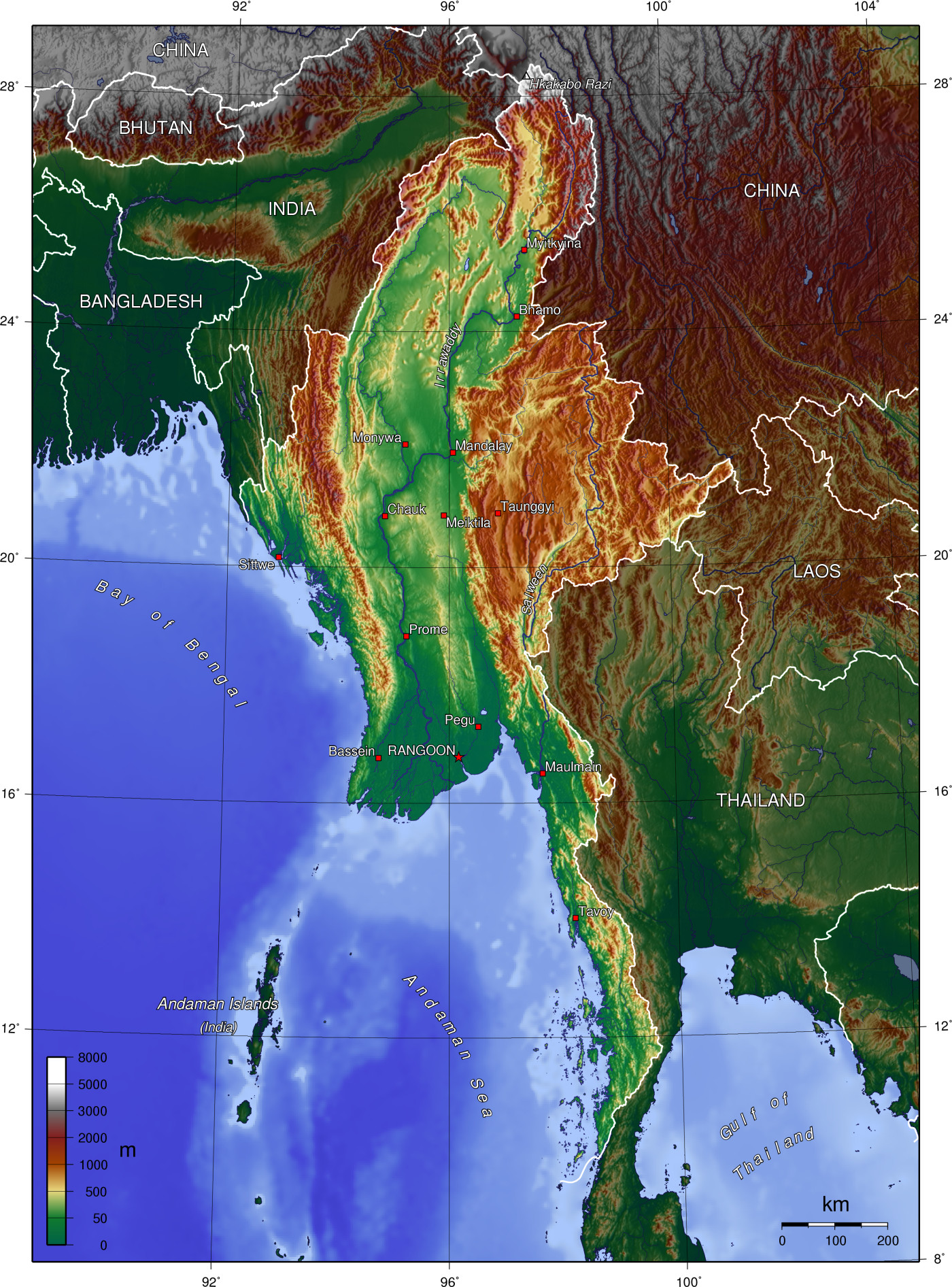
Mapa topogràfica de Birmània.

Acostar-se a la venda i compra d'opi permet desvetllar la importància de la situació geogràfica de Birmània. El silenci generalitzat al món no es el fruït de cap casualitat, això mateix demostra la situació geogràfica del país.
Birmània és un estat independent i reconegut per l'ONU situat al sud-est asiàtic. És fronterer amb Bangladeix, el Tibet, Laos, l'Índia, Sri Lanka i Tailàndia. S'alimenta de l’oest fins a l'est tot passant pel nord d’una serralada de muntanyes que comencen a Bengladeix i acaben a Tenasserim, a tocar de la frontera amb Tailàndia, que conformen un arc muntanyenc. Tota aquesta serralada constitueix una bona font de protecció natural contra invasions. Així com els Pirineus havien estat utilitzats a Roma per contenir-hi les invasions germàniques, aquest gran arc muntanyós ha permès al país de protegir-se de grans incursions tot i que també ha estat des del nord que han vingut les vagues migratòries més importants
Aquesta situació és un privilegi a diferents nivells. L'Antoine Sfeir, periodista franco-libanès, qualifica el país de carrefour de l'Àsia del sud-est (2018). Convé fixar-se que aquesta geografia li dona accés a l'Àfrica i Oceania mitjançant el sud, Europa mitjançant l'Índia, i l'Àsia mitjançant el nord. És gairebé un país situat al vell mig entre l'Orient i l'Occident.
Si es mira de traçar les vies de circulació del tràfic d’opi, hom percep fàcilment el potencial de la situació geogràfica de Brimània:
- De Birmània parteix l'opi cap Laos i l'Índia

- D'Afganistan parteix l'opi cap a l'Índia i Birmània

- De tots dos països l'opi passa per Turquia, Àfrica Oriental, la Xina i, finalment, de Rússia i Grècia a Europa, d'Europa a Amèrica del nord mitjançant Colòmbia i Mèxic

Al capdavall, el país és realment un lloc xarnera en què tot allò que prové d'Àsia circula per Birmània i tot allò que circula d'Occident de cap a l'Àsia, circula per Birmània. Al vell mig hi trobem l'Afganistan, centre més important de producció d'opi i drogues arreu del món.
Mirant aquest trajecte amb una altra perspectiva hi trobem potencial cultural, econòmic i medi ambiental. Birmània,
Culturalment:
- Importa l'hinduisme i l'Islam, les llengües del subcontinent indi

- Expandeix el budisme com a centre difusor direcció de Tailàndia, Laos i Cambotja
- Importa les llengües tai

- Expandeix el budisme a Tibet, importa la cultura xinesa i tibetana, importa les llengües tibetanes

- Importa les llengües australianes pel sud

Econòmicament:
- En ésser la cruïlla entre l’Orient i Occident pot explotar-ne el comerç i el turisme

- Les migracions venen de la mar, de les muntanyes, del nord, del sud, de l’oest i l'est, és a dir, té accés ràpid i fàcil a mà d’obra

- Té sortida la mar i pot explotar els ports pesquers i comercials

Medi ambient:
- El Tibet és el núvol d’aigua de tot el sud-est asiàtic amb qui comparteix frontera. Nodreix d’aigua a través del riu Irauadi i el riu Mècong

- Les muntanyes birmanes nodreixen el territori de neu durant l’hivern i això pot explotar-se econòmicament

Per l'Oceà Índic hi passa gairebé tot el comerç entre Occident i l'Orient i la frontera marítima li dona accés a l'Àfrica, Oceania i l'Àsia, un punt de contacte entre vàries cultures. Aquesta situació geogràfica hauria de proporcionar a Mianmar un gran privilegi, però no aprofita el potencial de la seva situació geogràfica en no ser a la ruta principal de tràfic de contenidors.
Tot i això, cal notar que és al centre d’una placa tectònica.
A la banda sud comparteix costa marítima amb l'Índia, que té de l'illa de Nicobar i frontera amb Sri Lanka. A les costes del sud-est comparteix frontera amb l'Illa de Coco on s'hi situa un port marítim xinès. El país té una costa en el Mar d'Andaman i el golf de Bengala. És a dir, la seva costa marítima es troba a l'Oceà Índic.
En resum, la situació geogràfica torna el país d'un gran potencial econòmic i, per tant, cap país exterior vol un territori inestable i prefereix que hi regni una dictadura perquè al capdavall estabilitza el país.

## El desenvolupament del conflicte

### Primera Guerra Civil
En haver estats subjugats pel Regne Unit durant la colonització, totes les minories treballaren plegades amb la majoria brama per a fer fora la corona britànica i fer efectiva la independència. Fet això s'obre un primer període democràtic poc durador. L'estat es constitueix en forma federal, però aquest règim és paper mullat. Els brames porten aviat una política de centralització que no agrada a les minories. Aquestes formen les seves pròpies milícies de defensa i perpetuen la desestabilització interna de Birmània durant els anys 1950. L'antic líder de la resistència anti-colonial Aung San és assassinat mentre apareixen milícies entre els karens, els mon o els karenni. La majoria brama hi reacciona amb un cop d'estat l'any 1962. S'implanta un règim totalitari en mans de Ne Win.

#### La ruta de l'opi
És durant el règim de Ne Win que s'estableix la ruta de l'opi. Les muntanyes de l'est birmà, on sojornen les minories xan, wa, katxin i mon, entre més, van plenes d’opi i aquest és venut als veïns laosià i tailandès, fet que dibuixa per sobre del mapa un triangle, anomenat en argot triangle d’or de l’opi. Amb aquest opi les minories ètniques fan comptes de finançar la seva resistència contra la dictadura. Birmània és en tot això el productor d’opi més gran de tot el planeta. Només l’any 2011 havia produït 610 tones d’opi.

### República socialista
L'any 1974 s'estableix una República Socialista amb una nova Constitució. Ne Win és triat president mentre es crea un sistema unipartidista, s'allunya de l'exèrcit, aïlla l'estat, es nacionalitza la indústria i s'uneix el poder legislatiu, judicial i executiu en mans del Consell Revolucionari. Les llengües de les minories són excloses de l'educació i l'atorgament d'una autonomia per a cadascuna torna a ser paper mullat. Només es promou el birmà com a llengua administrativa i la premsa és censurada. Les mesures són respostes per la lluita armada.
L'opi és utilitzat per part de les minories per a finançar la guerrilla contra l'estat. Li segueix una dècada d'alta violència entre les forces estatals i les de les minories. Tailàndia és utilitzada per les minories per a fer revifar la revolta. El país veí es torna una rere-guàrdia amb què les minories pogueren defensar-se de l'armada brama.
El règim comença una política d'expulsió de xinesos i indis, dins una lectura ètnica de l'estat i que provoca grans onades de migració cap a l'Índia. Mentre la minoria xinesa aconsegueix adaptar-se com pot, els indis troben grans dificultats a assentar-se dins un país que declara la guerra a tota diferència cultural.
Davant de l'agressió que perpetua el règim contra les minories, a l'estat federal de l'Arakan hi neix un moviment de reivindicació independentista musulmà. El seu objectiu és independitzar la minoria Rohignya per tal d'estalviar-se expulsions i repressions armades. El passat colonial pesa i degut a això els brames s'inicien a una política de repressió contra la minoria Rohignya. L'onada de refugiats Rohignyes s'afegeix a la d'indians.

### L'Aixecament 8888
El 8 d'agost del 1988 un aixecament universitari de nom 8888 a Rangun aconsegueix que el règim destitueixi Ne Win. L'aixecament 8888 va acabar el 18 de setembre després d'un sagnant cop militar del Consell de Restauració de la Llei i l'Ordre de l'Estat (SLORC). Durant la crisi, Aung San Suu Kyi, confinada al seu domicili, va emergir com a icona nacional. Filla d'Aung San, l'activista va conservar una certa activitat política gràcies al suport que hi confí l'antic cap d'estat U Nu. Això li permet ser nomenada ambaixadora l'any 1960 a l'Índia. És formada al Saint Hugh's Colleg d'Òxford alhora que s'activa contra el règim militar establert.
La revolta estudiant es va convertir ràpidament en un estat d'anarquia amb el redoblament d'insubordinacions. Saw Maung és nomenat pel Consell de la Restauració de la Llei i l'Ordre de l'Estat. S'inicien eleccions amb un baix clar. El partit d'Aung San Suu Kyi National League for Democracy és pertorbat per les forces armades que li impedeixen de fer campanya electoral. El partit, però, aconsegueix guanyar àmpliament les eleccions i la junta militar es nega a reconèixer-ne els resultats. No pot governar i el país queda en mans d'un canvi cosmètic que fa del Consell de la Restauració de la Llei i l'Ordre de l'Estat la nova cara del Partit Socialista Birmà. L'arrest domiciliari de Suu Kyi es va retirar l'any 1995, però tornà a quedar confinada al mes de setembre del 2000 fins al 2010.

### Caiguda del mur de Berlín
Amb la caiguda del mur de Berlín, les milícies que es formaren a mitjan segle XX contra el règim birmà fan desaparèixer la seva activitat comunista i es converteixen mica en mica. La seva ideologia operativa fa figa i adopten noves maneres de fer allunyades del comunisme. Es manté això no obstant una lluita armada.
En paral·lel el règim s'obre al capitalisme i abandona també el comunisme. Neix una nova economia feta de clientelismes. Les multinacionals occidentals s'instal·len sense cap remordiment de consciència en territori birmà per a aprofitar-se dels seus recursos. El país és llavors un dels centres de la indústria tèxtil del món. L'elit exhibeix diners.
Això mentre els EUA amb els seus aliats resolen promoure sancions econòmiques contra Birmània durant els anys 1990. Però, tanmateix, l'operació no tingué gaire efecte degut a Tailàndia, sota règim militarista. La bona convivència ideològica fa que l'ASEAN, de la qual Tailàndia n'és membre, comerciï amb Birmània. L'aïllament internacional esdevé ben aviat paper mullat. I, malgrat l'enduriment de sancions a la dècada dels 2000, moltes multinacionals occidentals, com la petroliera de nacionalitat francesa TOTAL, operen sense gaire dificultats a Birmània.

### La Nova Ruta de la Seda
Amb l'arribada del nou segle, Birmània és ignorada expressament per la comunitat internacional i això inclou França, el Regne Unit, Rússia i els EUA. La seva incorporació dins el comerç mundial en plena globalització fa que es multipliquin les bones paraules, els bons gestos, com ara sancions contra Birmània, però cap política real que vulgui fer caure el règim militar i instaurar al seu lloc una democràcia que reconegui i faci perviure cada minoria dins un estat plural.
Aquesta realitat és principalment visible amb la incorporació de Birmània dins els projectes de la Nova Ruta de la Seda de Pequín. La Xina fins avui fa poc feia passar els vaixells de matèria primera, petroli i productes a vendre per l’Oceà Índic mitjançant l'estret d’Ormuz en direcció de Malàisia i Indonèsia a través de l'estret de Malaca. Per tal de fer arribar aquests vaixells a la Xina, el país feia passar-los per l'estret de Formosa, entre Taiwan i Hong Kong. Taiwan és un rival ideològic i Hong Kong es revolta contra la Xina. A la vegada, la mar de la Xina està en mig de l'àrea d'operacions de l’ASEAN, una zona de lliure-canvi que constitueix un bloqueig ideològic de cara a Pequín. Els Estats Units recolzen els països membres de l’ASEAN perquè la Xina és un rival ideològic i econòmic que amenaça la seva posició de superpotència.

La situació geogràfica de Birmània és en aquest punt clau. La Xina mira de construir un passatge alternatiu a Birmània que s'emmarca dins la Ruta de la Seda. Vol construir-hi un corredor terrestre amb què pugui desviar els seus vaixells i tot aprofitant-se del passatge que constitueix l’Iriuadi, desviar-hi el seu comerç i petroli per evitar qualsevol confrontació amb els Estats Units, Taiwan i l’ASEAN. El corredor hauria de dibuixar-se per sobre de la línia del gasoducte que va des de Shwe fins a la frontera amb la Xina al nord. A la Xina li convé una Birmània autoritària perquè amb això aconsegueix negociar millor el seu projecte alternatiu. En aquest sentit la Xina comparteix amb la junta militar birmana problemes de secessió. Projecte imperial, la construcció nacional de la Xina és com la birmana, ètnica. Per tant, les seves minories es revolten contra Pequín. 
Les minories comparteixen ben sovint territori amb la Xina. Els wa, per exemple, viuen en territori xinès i birmà. Són 600.000 a la Xina, 400.000 a Birmània. Dir això, és dir com d’important pot ser per a la Xina el control de les minories birmanes, sobretot si hom considera que el territori birmà Wa posseeix grans extensions de bosc amb què s'hi pot extreure matèria primera per fabricar làtex. Aquesta minoria que és just a la cruïlla del triangle d’or de l’opi produeix a més de tot plegat metamfetamines, una droga altament cobejada, vulgui ser a Tailàndia, vulgui ser a Laos. Part important de l’èxtasi que es ven a Europa prové de Birmània. Alimenta les nits de discoteca dels occidentals.
En paral·lel l’Índia preveu la construcció als 2000 d’un gasoducte entre Shwe i el nord de Bengladeix amb trajecte final a Kolkata. El projecte es va aturar perquè Bengladeix exigia una gran quantitat de taxes duaneres. Alhora les illes d’Adama, Coco i Nicobar són l'estació dels vaixells militars i comercials de l’Índia -les bases navals constitueixen en argot un collar de perles. En altres paraules, tampoc no interessa gaire a l'Índia que Birmània es torni un estat democràtic perquè hi pot negociar més fàcilment.

### La Revolució de Safrà
L'any 2007 el clergat de Birmània es manifesta massivament contra la política econòmica del règim. En cap moment vol fer caure la junta militar, sinó que protesta per la misèria econòmica. Els milions de monjos que surten als carrers a fer visible l'enfurismada són víctimes, com la resta de la població, d'una obertura radical cap al capitalisme. Les elits s'enriqueixen mentre la població viu malament.

Això fa que la mateixa població birmana aprofiti el cas per a manifestar-se massivament i conjuntament amb els monjos. La premsa internacional viu llavors les onades de les Revolucions de Color a l'est d'Europa i gairebé que pensa trobar-se davant un fenomen similar. Aviat bateja la revolta de Revolució de Safrà quan ningú a Birmània no s'havia inspirat de les Revolucions de Color. Això sí, les minories del país aprofiten per a intentar fer caure el règim sense èxit. L'estat respon amb repressió.
Aquestes maneres de fer de la premsa occidental són orquestrades més endavant pel règim rus que qualifica tota revolta pacífica a favor de la caiguda d'una dictadura de cop d'estat americà.
La Revolució de Safrà coincideix si fa no fa amb la Reforma de la Constitució que posa en marxa el règim. Ja iniciada als anys 1990, la junta militar reprèn finalment el projecte, després d'haver-lo posposar diversos cops. La nova Constitució fa concessions cosmètiques de cara a les minories. Tot i reconèixer-les, el règim es reserva el veto i tot i deixar entreveure una certa obertura cap al federalisme, continua collant les minories. Així mateix durant les eleccions del 2010 les minories no pogueren votar i les eleccions foren trucades.
És una dècada de certa esperança per a Birmània. Durant els anys 2010 sembla que la junta militar vol un procés de transició que meni cap a la democràcia i segurament per això fa alliberar Aung San Suu Ky. També es dona més llibertat a la premsa. A les eleccions del 2015 el partit d'Aung San Suu Kyi guanya i pot governar. És una primícia que va ser molt mediatitzada. La líder de la resistència mira de posar veritablement en marxa un procés que democratitzi les institucions i tot el règim. Tanmateix, resol perseguir els Rohigya i malgrat la bona imatge que havia estat recollint durant els anys de resistència, aviat cau la icona. Occident no entén llavors com és possible que la líder de la resistència, ara al govern, es dediqui a perseguir musulmans.

### Genocidi Rohingya
L'any 2018 el règim birmà inicia una neteja ètnica de la minoria Rohingya. Carles Solà, periodista, apuntava llavors que l'Alt Comissionat de l'ONU alertava que els Rogingya estaven sent objecte d'"una neteja ètnica de manual", raó que havia empès l'ens a acordar una repatriació, que els mateixos perseguits temien. En efecte, el règim birmà va promoure matances, violacions, enderrocaments, crema de poblats i tot tipus de vexacions contra els Rohingya.
El genocidi es duu a terme entre l'exèrcit i la població mateixa. L'exèrcit havia encerclat l'any 2018 els Roginhyas mentre que la població mateixa, atiada per monjos budistes, va perseguir civilment els musulmans birmans. Sense medicació, sense proveïment, sense hàbitat, sense documentació identificativa, etc, l'exèrcit va mirar de perpetrar el genocidi sense deixar rastre. Es va estimar que en poc menys d'un mes l'any 2018 en plena crisi internacional l'exèrcit va cremar 200 pobles amb població musulmana.
Les restes que existeixen d'aquest extermini a escala massiva són filmades d'amagat, per espontanis o organitzacions no governamentals que lluiten per fer passar els Rogingya cap a Bengladeix mitjançant rutes d'evasió. Els periodistes no poden treballar a Birmània amb plena llibertat. Els camps de reclòs de les poblacions musulmanes són vetades. L'evacuació de la població hi és dramàtica, els periodistes que s'hi van poder infiltrar van mostrar imatges de cadàvers transportats per l'aigua a l'altra banda amb Bengladeix.
La voluntat d'amagar el procés d'extermini fa que es torni impossible saber quants humans han estat víctimes de la persecució. Però, així i tot, la frontera amb Birmània allotja milers de refugiats en camps improvisats que dormen una mica per tot el relleu bengalí. Les mateixes organitzacions no governamentals han hagut de marxar campi qui pugui de Birmània i avui com ahir la seva estada perilla. Cap organització pot treballar per la supervivència de cap musulmà.

#### Els refugiats de Lotshampa

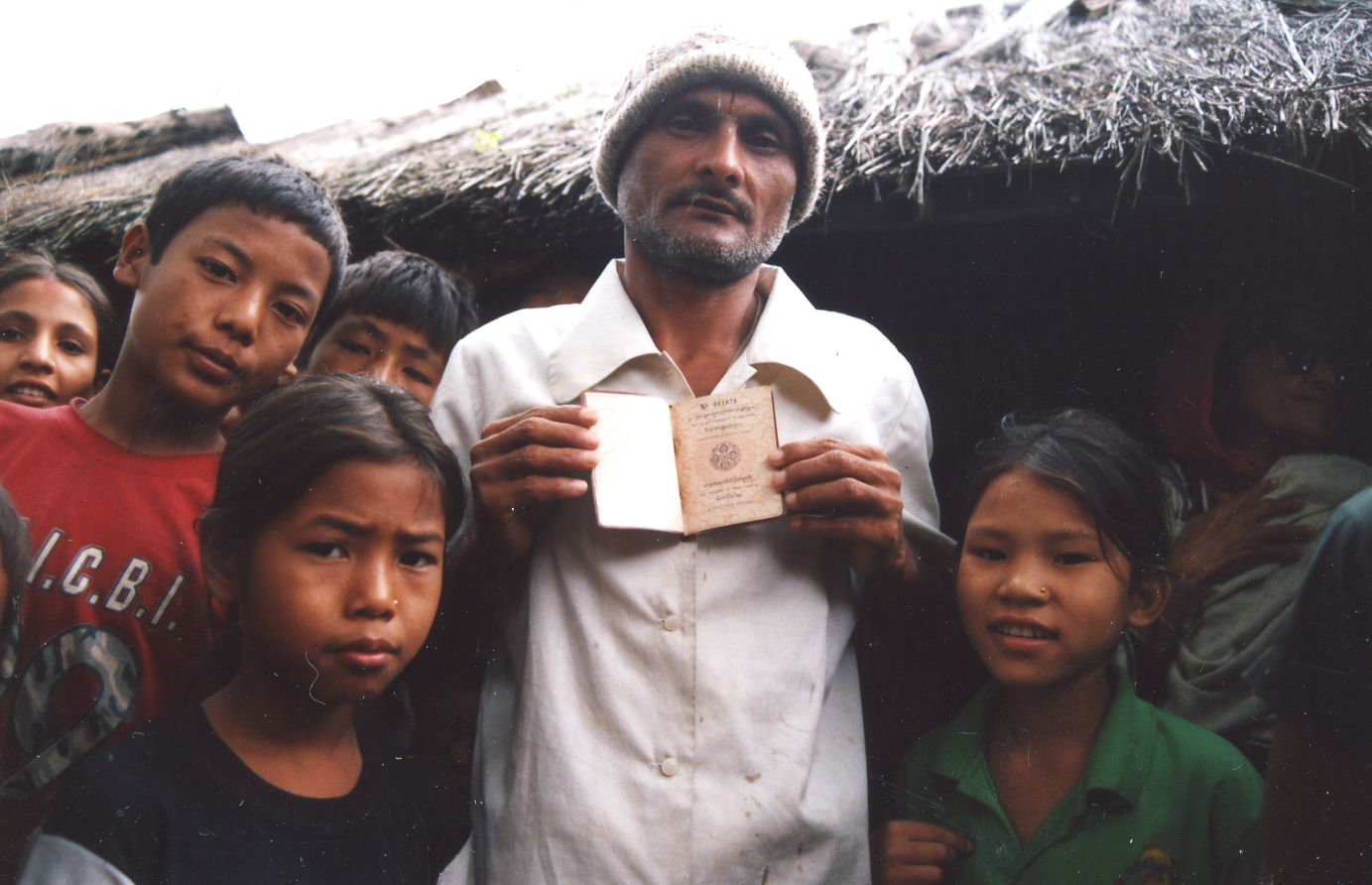
Refugiats Lotshampa en un camp bengalí

Cap veí birmà llevat de Bengladeix va mostrar inquietud envers la neteja ètnica. La situació del Nepal i Bhutan ens dona moltes explicacions del silenci de veïns com ara la Xina o l'Índia.
D’arribada caldrà dir que l'Himàlaia és el sistema muntanyós més gran i alt de tot el planeta, la punta principal més alta n'és l'Everest. Constitueix una barrera natural entre dos grans Imperis, el xinès al nord, l’indi al sud. Al vell mig hi trobem a Nepal i Bhutan.

La història de Bhutan permet concloure que és un estat mig tutelat que no té gaire marge d’acció. És a dir, si fem una mirada més general, veurem que al nord, fa frontera amb la nació tibetana i aquesta, en l'àmbit econòmic és rendible perquè dona aigua al Bhutan, Laos, Vietnam, Tailàndia o Nepal. La Xina s'ha annexionat Tibet perquè vol controlar-ne els recursos. El micro-estat es gira voluntàriament cap a l’Índia per evitar ingerències xineses, tot i que manté una actitud de fer l’andorrà amb Nova Deli, i això el torna un estat dependent. La Xina reivindica porcions del territori bhutanès, alhora que manté l’annexió del Tibet. 
Abans del segle xx, el territori nacional bhutanès era molt més vast que l’actual. És amb el decurs del segle xix que el seu territori s'empetiteix. L’Imperi britànic de les Índies no va voler annexionar-se Bhutan, per bé que es va instal·lar durablement a l’Índia. A l’oest, just a la frontera, els britànics no varen annexionar-se tampoc l'estat de Sikkim, que resta durant molt de temps independent. L’any 1865 la corona britànica s'annexiona el sud del Bhutan, territori que el país mai no recuperarà. L’any 1907 la corona britànica té interès a promoure la construcció d’una monarquia hereditària al Bhutan, fet que indica que el micro-estat és des de ben inicialment en tutela constant, malgrat una independència legal.
L’any 1947 el Regne Unit cedeix la independència a l’Índia i aquesta no reclama el Bhutan perquè el torna en un estat-tampó contra la Xina. No el reclama, però, en canvi, l'estat de Sikkim deixa de ser independent i passa a formar part del territori nacional indi. A canvi de la independència, el Bhutan juga als equilibris entre la Xina i l'Índia.

El país no coneix una situació de pau social degut a la presència de poblacions d’origen nepalès. El Bhutan necessita tenir mà d’obra i fa d’aquestes poblacions la seva gran vàlvula de treball. Però, el país, des dels anys 1980 que no vol reconèixer-ne la ciutadania. Els considera estrangers encara que siguin poblacions que viuen des del principi del segle XX en territori nacional. Una política migratòria d’aquesta manera és pròpia del nacionalisme ètnic, com aquell que practica Birmània.
Les protestes no es deixen esperar i el país expulsa durant els 1980 part d’aquests originaris del Nepal, anomenats Lotshampa, els quals en contra-partida promouen atemptats contra el Bhutan. Els refugiats nepalesos bhutans han preferit tornar al Nepal, a l'est d’aquest país, on hi sojorna una gran quantitat de camps de refugiats. Camps de refugiats, perquè Nepal també els nega la ciutadania, considerant-los bhutanesos. La realitat és que han de demanat exili a les excolònies britàniques, com ara Austràlia, o ara al Regne Unit mateix.
El Nepal és també un altre estat-tampó. Al nord, és veí amb el Tibet, al sud amb l’Índia. L'Índia ha tingut històricament reivindicacions de sobirania sobre el Nepal. Si actualment el país n’accepta la independència, és perquè, com ara a Bhutan, constitueix un estat-tampó contra l’Imperi xinès.
La situació migratòria de nepalesos a Bhutan és una font de conflicte major i, si Bhutan no vol nepalesos dins el seu territori, tampoc no voldrà interferir en la qüestió Rohigyna. El mateix motiu fa que Nepal o els veïns xinès o indià no moguin esforços per a salvar els Rohigyna.

### Segona Guerra Civil
L'any 2021 un cop militar fa caure el govern d'Aung San Suu Kyi. La nova junta militar fa arrestar el president de Birmània, Win Myint i Aung San Suu Kyi. Tot seguit el general Min Aung Hlaing és nomenat en cap. Tatmadaw lidera llavors la resistència i s'inicien manifestacions massives i cops violents de les minories per a fer caure la junta militar.
La guerra civil de Myanmar va esclatar després de les llargues insurreccions de Myanmar, que es va intensificar significativament com a resposta al cop d'estat de 2021 i la posterior repressió violenta contra les protestes contra el cop d'estat conegudes com la Primavera birmana. El Govern d'Unitat Nacional a l'exili i les principals organitzacions ètniques armades van repudiar la constitució de 2008 i van demanar, en canvi, un estat federal democràtic. A més de comprometre aquesta aliança rebel, la junta també lluita amb altres forces anti-junta en àrees sota el seu control.

## El conflicte explicat mitjançant els antecedents històrics

### Arrels del conflicte etnicoreligiós

#### El budisme com a ideologia d'estat
El budisme és majoritari a Birmània i la junta militar l’utilitza en primer lloc per assolir l’homogeneïtzació de tot el país. En segon lloc és una eina per tal d’estendre els seus valors a la resta de veïns. És d’alguna manera una eina de soft-power amb què construeix el seu Imperi. És, resumidament, d’interès resseguir l’origen de la conversió birmana al budisme i, així doncs, entendre com aquest ha exercit històricament un paper rellevant en la construcció imperial de Birmània.
El budisme prové de l’Índia, tot i originar-se a Nepal, i penetra sol birmà als segles cinquè i segon abans de la nostra era. El regne de Thaton és llavors el primer estat constituït a Birmània. Hauria estat fundat per l’ètnia mon vora el quart segle abans de la nostra era. La informació al respecte prové de les cròniques xineses i per això es troben dificultats en dilucidar allò real d’allò mitificat. Però, si hem de refiar-nos-en, caldria dir que els mon provenen de la Xina meridional actual, concretament de Iunan. Haurien penetrat igualment a partir de Tailàndia i Cambodja. Són responsables del primer port marítim del país i de dur a terme la primera experiència comercial.
La religió budista penetra territori thaton a mans de missioners enviats pel rei Aixoka a l’Índia. Es va proposar de convertir Sri Lanka i Birmània. El seu objectiu era obrir relacions comercials per instal·lar en aquests dos països colònies a les costes marítimes. El resultat d’aquesta acció de diplomàcia va donar lloc a formes de sincretisme que cal assimilar a les mateixes que es varen produir a Roma.
Vers el segle XIè es construeix un regne rival a Birmània. Pagan procedeix a annexionar-se Thaton i consolida, un cop assolida la batalla final, la situació religiosa. El budisme thevara es torna d’ençà religió d’estat. En aquesta època una secta budista anomenada Ari i encapçalada per Xin Arahan promou un cisma religiós a partir de la confessió thevara. A l’època era un cisma progressista per la seva relació amb el celibat, però l'estat va mirar de desfer-se’n perquè el trobava una secta amb conductes depravades.
A mesura que el regne de Pagan es fa fort, rivalitza amb Angkor. Els dos imperis miren de sobreposar-se l’un a l’altre i la religió esdevé una eina d’influència. Pagan exporta el budisme a tota Àsia del sud. Avui països com ara Laos són de confessió majoritàriament budista i altres com ara Vietnam en fan una “gran religió d’estat”.

#### Les tres branques lingüístiques
La situació geogràfica explica la multitud de cultures i llengües que conviuen a Birmània.
Hem vist com la varietat lingüística del país planteja problemes per al nacionalisme brama a les seccions anteriors. Nacionalisme, tot s'ha de dir, ètnic. És, altre cop, de gran interès entendre d’on prové tota aquesta varietat.
La branca lingüística tibetobirmana s'instal·la al primer mil·lenni mitjançant la frontera amb l’actual d’Iunnan a la Xina. Els portadors d’aquesta varietat foren els karens i els rakhine. Parlaven probablement pyu tot i que les fonts xineses diuen que practicaven el “paio”. En assentar-se haurien construït un regne que varen acompanyar de diverses llengües com ara el pali. El pali es torna llengua de litúrgia. El regne de Thaton absorbeix aquestes poblacions i n’oficialitza les llengües. El mon es torna llengua d’estat, així com el pali. Vora l’any 822 l’ètnia brama hauria introduït el brama a partir del regne de Nanzhao, actualment Iunan. El cronista birmà U Kala menciona al segle xviii que la capital dels pyu hauria estat enderrocada pels brames que haurien fundat el regne de Pagan al seu torn. El regne de Pagan era lingüísticament força tolerant. El mon era llengua d’estat al costat del brama. L’ètnia mon participava en l'exercici de poder i va contribuir enormement a desenvolupar la potència pagana.
La branca lingüística tai-kadai, per la seva banda, penetra sol birmà tot just començar la segona meitat de l’Edat Mitjana. Instal·len la seva pròpia estructura feudal al nord-est del país. El regne de Pagan els fa anomenar ben aviat de Xans. Formen actualment l’ètnia de majoria tai de l'estat Xan.
La branca austroasiàtica penetra el territori birmà amb el regne de Taunguu durant el segle XVI. Els bramans estenen el seu territori fins a Tailàndia, Laos i part de Cambotja. El resultat és un imperi culturalment molt variat que incorpora noves llengües.

#### L'imperi com a unitat estatal
La unitat territorial és al centre de l’afer bèl·lic que sacseja Birmània. Repassem-ne doncs la construcció territorial.
Birmània no va ser mai un estat unitari abans del segle xi. I, la unitat, només s'aconsegueix entre el segle XI i XIII. Ben bé no és un període d’unitat, sinó d’expansió imperial però l’actual estat birmà vol veure-hi el naixement de Birmània, com a estat i nació, no pas com a imperi. Aquí és quan l'estat assimila ésser birmà a l'extensió imperial que els brames varen dur a terme.
La figura prominent en aquesta empresa imperial va ser Anawaratha, així com els seus successors. El monarca és qui va liderar l'expansió de l'estat de Pagan, transformant-lo en un imperi de gran riquesa, considerat el rival més gran i important de l’Imperi cambodjà d’Angkor.
Tenia tres factors claus amb què es va poder erigir entre les potències de tota Àsia:
- força econòmica
- força militar
- força cultural

És a dir, podia influenciar mitjançant la seva capacitat cultural, moure l'economia del sud-est asiàtic amb el seu comerç i una força militar amb què podia imposar-se davant els seus veïns.
A nivell cultural, la portada de la força de l’Imperi Pagan es pot mesurar de diverses maneres. La primera és la rivalitat religiosa entre Angkor i Pagan. El primer era hinduista, el segon budista thevara. Tots dos miraven d’influenciar-se l’un a l’altre. Així mateix Pagan enviava missioners budistes a convertir els khmers, tenint un impacte notable a Sri Lanka, Tailàndia, Cambodja, Laos o l’Índia. Avui tots aquests països practiquen el budisme thevara mentre que l’hinduisme s'ha arraconat a l’Índia. Una de les claus d’aquest èxit va ser la doctrina d’estat, la Karmaraja. Pagan va haver de fer front molt aviat a una revolta secessionista vinguda de la minoria Mon. Després d’aplacar-la, el regne va entendre que si volia mantenir-se dempeus, havia de procedir d’una altra manera. Així doncs la Cort es va diversificar. La llengua Mon es va tornar oficial. Els reis varen alimentar la seu reial del millor coneixement que venia de les minories ètniques, fent-les partícips de l'expansió de l’Imperi. D’aquesta forma tota llengua i cultura provinent de les minories era acceptada i promoguda. Per exemple, el mateix alfabet birmà, creat en aquesta època, és hereu de l’alfabet Mon. El rei no regnava per poder diví i això va ajudar enormement a la pau social. En canvi, el seu rival directe, Angkor, optava per divinitzar el rei. És la doctrina dharmaraja.
Una altra manera de mesurar-ne l’abast és l’ambient científic a la Cort. L’astronomia es va tornar en la més gran força de l’Imperi de Pagan i arran d’això, el regne va passar a adoptar dos calendaris, que com el budisme, eren de portada internacional. Un èxit que el mateix Marco Polo va donar a conèixer a Europa. Mai no va trepitjar l’Imperi de Pagan però el ressò que tenia la seva cultura al sud-est asiàtic va arribar a les seves oïdes i en va parlar amb lloances als seus escrits. I és que el regne es rere les prop de 4000 pagodes que avui constitueixen un patrimoni cultural de gran valor a l’Àsia. Pagan obria monestirs a tot arreu i d’aquesta manera alfabetitzava la població. Tot això dins un estricte respecte per la diversitat del regne, fent-se anomenar i tot Regne de Pyu.
A nivell militar, la força de Pagan es mesura per les guerres interminables amb el veí, però, sobretot, pel llarg període de desgast contra l’Imperi mongol. Mongòlia va aconseguir fer-se amb gairebé tota Euràsia, però, quan va voler annexionar-se Pagan, varen passar anys i panys, fins que la Cort dels Yuan a Pequín, resol reconèixer la desfeta i retirar-se. L'exèrcit de Pagan es constituïa d’elefants i d’una economia potent que gaudia de la seva situació geogràfica, a la cruïlla entre l’Orient i Occident. Ara bé, en tant que regne medieval, Pagan era una estructura feudal amb esclaus.
Derrota i mitificació de la unitat:
El punt final d’aquesta unitat va arribar amb la invasió mongola l’any 1277. Els mongols exigeixen mitjançant dues missions diplomàtiques que Pagan en reconegui les annexions, però el rei paganès ho rebutja. S'inicia així un llarg període de guerra de desgast que va durar fins l’any 1303. Encara que els mongols resolgueren no annexionar-se Pagan i reconèixer la seva sobirania, la guerra de desgast va desintegrar l’Imperi. Els Mon aprofitaren el cas per revoltar-se contra el poder central. Wareru es va auto-proclamar rei dels Mon, tot seguit es formaren reialmes minúsculs fins que l’aspecte que tenia l’Imperi deixà de ser el mateix. El territori birmà queda fraccionat en Ava, Arakan, Pegu, Xiang Mai, Sukhotai i Ayutthaya.
El nou període d’unificació ens porta a l’any 1527 amb la deposició de qui governava a Ava i l’ascens de descendents directes dels Pagan. Punt d’inflexió, la batalla de Nyango. Però, aleshores, res no torna a ser tot plenament igual. En plena Era de les exploracions, els europeus s'introdueixen progressivament en territori birmà i capgiren els equilibris de l’antic imperi de Pagan. Si durant l’Edat Mitjana el rival a l’Imperi unificat birmà era Angkor, a l’Edat Moderna el rival era el veí tailandès, el regne i imperi de Siam. Tant és així que l’Imperi birmà inicia un llarg període de guerres contra Siam, concretament unes quatre guerres, que duren tot el segle XVI. L’imperi de Taunguu, nom de la seva capital, aconsegueix annexionar-se Tailàndia, Laos i part del sud-est asiàtic, sense aconseguir fer-se amb Arakan, tot i que pren algun territori cambodjà. N’és la màxima extensió i, a la vegada, la clau de la seva caiguda. Les guerres d’expansió varen esgotar el regne de Taunguu i l’any 1599 la desintegració és una realitat. Els portuguesos, tot veient el caire que pren la colonització en mans franceses i britàniques, inicien la guerra contra Taunguu.

#### Rebuig i coexistència amb l'islam
L'Imperi birmà va basar doncs la seva ideologia d'estat mitjançant el budisme i quan els mongols resolen fer-hi la guerra, des de l'Imperi birmà es percep la situació com un intent d'extermini de l'estat de Pagan, per tant, del seu poder d'influència, la seva capacitat militar i econòmica. Per això, Birmània mai no ha acceptat població musulmana, la considera forastera.
L’Islam és una religió monoteista que es forma al Llevant durant l’Edat Mitjana. Avui la minoria birmana Rohingya s'hi identifica i això és així degut a la seva penetració durant els segles XV i XVI a Birmània, però la dictadura actual considera els practicants musulmans uns invasors. Resseguint la història, és fàcil d’adonar-se que no és així.
Tot començant el segle xv, el territori birmà es troba en guerra. Ava, descendent de la tradició brama, amb l’Imperi de Pagan, inicia una Guerra dels Quaranta Anys amb què mira de tornar a construir una unificació, però això engendra guerres entre Pegú, Arakan i Ava, sense cap unificació a la vista. De retruc, el rei d’Arakan es veu en l’obligació de refugiar-se a l’actual Bangladesh i, en aquest país s'hi converteix a l’Islam. Un cop torna a Arakan, tot i conservar el budisme, divulga l’Islam. És aleshores una religió jove per als arakanesos que ha estat introduïa pels marxants perses, àrabs i pel poder mongol a l’Índia.
Davant les pretensions d’Ava, el rei d’Arakan es deixa ajudar per l'exèrcit bengalí i juntament foragiten les tropes brames. Com a mostra d’agraïment, el rei Saw Mon ofereix als bengalís terres al seu propi regne. S'inicia així un procés de certa arabització que es visibilitza en el tracte a la dona o a les monedes que imprimia el regne d’Arakan, fetes d’inscripcions en àrab o amb toc arabesc. En contrast, el regne de Pegú es torna en una potència amb una monarca al seu capdavant, Shin Sawbu. El comerç i la religió budista tornen a ser en aquest cas elements de creixement de la potència Pegu.
Quan els portuguesos desembarquen a les costes actuals birmanes, alimenten l'estigmatització brama contra l’Islam perquè per als portuguesos, la desfeta contra Constantinoble durant les croades, els ha fet perdre l’accés que tenien a la Ruta de la Seda. A més a més, totes les colonitzacions europees es van fer sota aires evangelitzadors, d’unes religions inferiors a unes altres. L’Islam era inferior per als colons portuguesos.
En canvi, a Ava, el regne cau en una profunda tempesta. En primer lloc, el regne es veu assetjat per l'est-nord contra tropes Xan, a l’interior per abdicacions i deposicions reials continuades, i pel nord, per la dinastia xinesa Ming, amb ambicions expansionistes. La Xina troba en aquesta expedició una resistència ferotge per part de l’ètnia Xan que es torna enemiga, vulgui ser per als Ming, vulgui ser per als Ava. És davant els Xan que Ava ha d’abandonar les seves pretensions hegemòniques i deixar que Pegu es torni un defensor de la independència d’Ava. Alhora no pot pretendre atacar Arakan, de forma que els Ming i Ava inicien bones relacions diplomàtiques al segle XV. I és que al territori Xan, entre el Tibet i Ava, hi reposa una ruta comercial molt lucrativa per la diplomàcia xinesa i brama. Els prínceps Xan amenaçaven de tallar-la si hi hagués bel·ligerància.
Avui el territori ocupat per la minoria Rohingya correspon a aquest regne d’Arakan. D’ençà que l’Islam s'ha tornat una religió més que conforma la diversitat del territori birmà actual, però la dictadura no vol pas veure-ho així. Practica un sentit ètnic del que hauria de ser el seu estat i, alhora, de com hauria de ser una futur potència, que mai no ha tornat a reviure. La situació és al segle xv de recolliment per als brames, però no és volguda. Un sentiment que perdura amb el ròssec del temps. Prova d’això el segle XVI. Ava s'uneix en confederació amb els Xan, una estratègia per tornar a projectar la unificació sense témer pels sollevaments Xan. Arakan preserva la seva independència fins al segle xviii aproximadament i això és quelcom que pesa a les ambicions imperials dels brames.

### Arrels del conflicte ecocòmic i polític

#### Dels ports a la colonització europea
Les primeres expedicions europees a Birmània vingueren dels portuguesos. Instal·laren inicialment ports marxants en punts claus com ara Malaca. És important agafar el mapa i col·locar-los amb un llapis perquè hom se n'adona aviat de com es tornen a traçar les mateixes rutes comercials actuals. En efecte, els portuguesos s'establiren primerament a Oman, tot seguit a Daman i Diu i finalment a Goa. Fet això, s'estableixen a Malacca, l'estret per on hi passa tot el comerç mundial. Al vell mig necessitaven un recolzament i per això s'establiren a l'estat d'Arakan, de confessió musulmana. Això els permetia traçar tota la línia actual que va del Mediterrani fins a l'Índia i d'aquesta fins a Vietnam. Actualment hi ha el canal de Suez que no existia llavors, que se salvava aleshores amb la colonització de Moçambic.
Les coses per als portuguesos no els anà tant bé com haurien volgut. Entre el segle XVI i XVII l'Oceà Índic és explorat igualment per neerlandesos i anglesos. El Regne de Portugal és expulsat aviat de Birmània. Mitjançant la Inquisició, els portuguesos hi forçaren les poblacions locals a convertir-se al cristianisme. Robaren massivament en temples, en prohibiren el budisme i l'hinduisme, a més de caçar el clergat local, entre altres més vexacions. La presència neerlandesa, però, fou més metòdica, gràcies a creació de la Companyia de les Índies neerlandesa. Birmània es torna de cop i volta un pol d'atracció. Era un dels territoris asiàtics amb millor nivell de vida. Els neerlandesos hi cercaren aviat l'explotació del tèxtil, tot i que el tracte no fou pas millor: esclavisme, etc.
Vora el segle xviii els portuguesos es troben fora de joc i el comerç mundial s'hi juga entre francesos, anglesos i neerlandesos. França mira de posar el peu sobre el tek, un tipus de fusta que era molt preuat a Europa. Com els seus homòlegs europeus, imposa el catolicisme mitjançant campanyes d'evangelització. Els jesuïtes havien estat durant aquesta època el monopoli dels regnes portuguès i hispànic.

#### Guerres anglobirmanes
Els Sgaw Karen van cristianitzats per missioners protestants americans al segle xix, que els van alfabetitzar en la seva pròpia llengua, ensenyar la seva pròpia història i tradicions, afavorint el seu nacionalisme i que s'aliessin als colons britànics colonials, ajudant-los a sufocar les rebel·lions birmanes a les tres guerres anglo-birmanes i a la revolta de Saya San a principis de la dècada de 1930.
Durant la Segona Guerra Mundial, els Karen van lluitar al costat dels britànics contra els invasors japonesos, ajudats pels birmans. Quan el Japó va capturar Rangoon, les forces britàniques es van retirar a l'Índia, i birmans i japonesos van matar sistemàticament els Karen. L'ocupació japonesa va acabar el 1945 quan les forces aliades van recuperar Myanmar. Els dirigents Karen creien que el seu suport als britànics els havia valgut el dret de tenir un estat independent, però el nou govern birmà els el va negar.

### Arrel de les postures europees i asiàtiques

#### Guerra dels 7 Anys a Birmània
És amb la presència dels britànics que s'extingeix tot regne local. Els neerlandesos es queden a Indonèsia i França explora la Península d'Indoxina. Birmània és a mans britàniques. El resultat d'això és un segle xviii de guerra constant a Birmània. Fent-ne un repàs a ullada d'ocell per tal d'entendre quines relacions diplomàtiques s'estableixen entre europeus i asiàtics.
Els anglesos quan arriben a Birmània ja hi veuen una profunda divisió entre la minoria mon i la majoria brama. També hi veuen com hi ha desig de reunificació. Procedeixen doncs a promoure l'autodivisió dins totes les diverses ètnies. Els mon protagonitzen efectivament l'any 1740 una revolta importantíssima contra el poder brama per les seves maneres autoritàries de fer. Promou la secessió. No conjuga amb un poder que vol marginar-los i estigmatitzar-los. Els colons anglesos se n'adonen aviat. La data, 1740, és avui molt represa per la minoria mon amb intenció de deixar constància de l'empipada.
L'antiga doctrina del divideix i venceràs va ser molt popular a l'Imperi britànic que se'n va servir per accedir als recursos birmans sense haver de negociar. És a dir, negociar comporta comprar i revendre. Els colons veuen que si divideixen obtenen els recursos sense pagar-los i ara només cal vendre'ls; no és una revenda, és una venda directament i no cal afegir-hi el preu de compra. Colonitzen doncs Birmània. Dins hi promouen la divisió interna a més de l'esclavisme més cruent possible. A qualsevol revolta l'Imperi munta les ètnies les unes contra les altres.
Sfeir Antoine apunta igualment que la revolta del 1740 s'esbiaixa a les dues bandes i que simplement cal anar amb compte a l'hora de llegir-s'ho.
L'estratègia per fer-se amb Birmània va ser posar-se al costat dels brames. En efecte, després de la guerra de 1740, puja al tron brama Alaungpaya que comença una política de neteja ètnica. França és aleshores a Birmània i els brames volen expulsar-la. Li fan la guerra. En saber la rivalitat colonial que existeix entre el regne de França i el Regne Unit, els brames s'acosten als anglesos. Entre tots arriben a expulsar l'Imperi francès. Però a l'Imperi britànic ja li agrada les divisions. Per això promou el conflicte entre ètnies, principalment entre els Mon i els brama. Més dividida encara, l'Imperi de Siam a la Tailàndia actual, s'embolica a les guerres de Birmània per a annexionar-se el territori. Les dinasties entre els brama s'hi succeeixen i Birmània vol procedir com a ofensiva a Siam per annexionar-se l'actual Laos.
La Xina finalment també hi sembla voler posar peu i envia el seu exèrcit per treure partit de la situació. Imperi altament repressiu, no dubta tampoc de reprimir les minories sota el seu jou. La Xina és la construcció ètnica dels Han que volen fer-se a tot preu amb tota l'Àsia. I, no sense remordiments, és la primera potència a l'Edat Mitjana. Europa enveja la Xina i a l'Edat moderna els britànics s'hi disputen l'hegemonia mundial.
A Europa en plena Guerra dels Set Anys, França queda debilitada i els anglesos s'annexionen Bengala. Aconsegueixen igualment quedar-se amb Birmània. Sense moltes alternatives es queda a la Península d'Indoxina i, amb les mateixes maneres de fer que els anglesos, hi divideix i vens. A tot això no cal dir que els brames breguen contra l'ètnia musulmana de Birmània i volen imposar-los el budisme. I, això, es farà contra totes les minories de la Birmània actual. És un procés d'assimilació cultural gens ètic que tendeix clarament al genocidi cultural.
Tota aquesta divisió entre imperis asiàtics i minories fou el cas ideal i, finalment, l'any Birmània queda sota sou britànic.